# Championnat de Bolivie de football
Le championnat de football de Bolivie (Liga de Fútbol Profesional Boliviano) a été créé finalement  en 1958. Après plusieurs saisons de création des ligues interrégionaux au début des années 1950, Il existait aussi auparavant plusieurs championnats régionaux dont le plus important était celui de La Paz qui a commencé l'année 1914. Cependant, cette expérience ne dure que deux saisons, puisque dès 1960, les championnats régionaux sont de nouveau mis en place, avec une phase finale nationale qui regroupe les meilleurs clubs issus des poules régionales. Cette phase finale prend le nom de Copa Simón Bolivar.
Le tournant dans l'histoire du championnat a lieu en 1977 avec l'introduction du professionnalisme dans le football bolivien et l'instauration d'une poule unique au niveau national.
Depuis la saison 2002-2003, à l'instar de nombreux championnats sud-américains, la saison bolivienne est divisée en deux avec un tournoi d'Ouverture et un tournoi de Clôture. Depuis 2023, le championnat revient en une saison unique.

## Historique
- 1950-1953 : Tournoi interrégional de La Paz (AFLP)
- 1954-1956 : Tournoi intégré (plus d'un region)
- 1957 : Ligue des dissidentes
- 1958-1959 : Tournoi Nacional
- 1960-1976 : Copa Simón Bolívar
- 1977-... : Ligue de football professionnel
- 2002-... : Championnat semestriel
- 2018-... : Division professionnel

## Palmarès
| Année           | Champion                              |
| --------------- | ------------------------------------- |
| 1950            | Club Bolívar (1)                      |
| 1951            | Club Always Ready (1)                 |
| 1952            | The Strongest (1)                     |
| 1953            | Club Bolívar (2)                      |
| 1954            | Club Litoral La Paz (1)               |
| 1955            | Club Deportivo San José (1)           |
| 1956            | Club Bolívar (3)                      |
| 1957            | Club Always Ready (2)                 |
| 1957            | Club Deportivo Jorge Wilstermann (1)  |
| 1958            | Club Deportivo Jorge Wilstermann (2)  |
| 1959            | Club Deportivo Jorge Wilstermann (3)  |
| 1960            | Club Deportivo Jorge Wilstermann (4)  |
| 1961            | Deportivo Municipal (1)               |
| 1962            | Championnat non joué                  |
| 1963            | Club Aurora (1)                       |
| 1964            | The Strongest (2)                     |
| 1965            | Deportivo Municipal (2)               |
| 1966            | Club Bolívar (4)                      |
| 1967            | Club Deportivo Jorge Wilstermann (5)  |
| 1968            | Club Bolívar (5)                      |
| 1969            | Club Universitario La Paz (1)         |
| 1970            | Chaco Petrolero (1)                   |
| 1971            | Oriente Petrolero (1)                 |
| 1972            | Club Deportivo Jorge Wilstermann (6)  |
| 1973            | Club Deportivo Jorge Wilstermann (7)  |
| 1974            | The Strongest (3)                     |
| 1975            | Club Deportivo Guabirá (1)            |
| 1976            | Club Bolívar (6)                      |
| 1977            | The Strongest (4)                     |
| 1978            | Club Bolívar (7)                      |
| 1979            | Oriente Petrolero (2)                 |
| 1980            | Club Deportivo Jorge Wilstermann (8)  |
| 1981            | Club Deportivo Jorge Wilstermann (9)  |
| 1982            | Club Bolívar (8)                      |
| 1983            | Club Bolívar (9)                      |
| 1984            | Club Blooming (1)                     |
| 1985            | Club Bolívar (10)                     |
| 1986            | The Strongest (5)                     |
| 1987            | Club Bolívar (11)                     |
| 1988            | Club Bolívar (12)                     |
| 1989            | The Strongest (6)                     |
| 1990            | Oriente Petrolero (3)                 |
| 1991            | Club Bolívar (13)                     |
| 1992            | Club Bolívar (14)                     |
| 1993            | The Strongest (7)                     |
| 1994            | Club Bolívar (15)                     |
| 1995            | Club Deportivo San José (2)           |
| 1996            | Club Bolívar (16)                     |
| 1997            | Club Bolívar (17)                     |
| 1998            | Club Blooming (2)                     |
| 1999            | Club Blooming (3)                     |
| 2000            | Club Deportivo Jorge Wilstermann (10) |
| 2001            | Oriente Petrolero (4)                 |
| 2002            | Club Bolívar (18)                     |
| 2003 A          | The Strongest (8)                     |
| 2003 C          | The Strongest (9)                     |
| 2004 A          | Club Bolívar (19)                     |
| 2004 C          | The Strongest (10)                    |
| 2005 Adecuacion | Club Bolívar (20)                     |
| 2005 A          | Club Blooming (4)                     |
| 2006 A          | Club Bolívar (21)                     |
| 2006 C          | Club Deportivo Jorge Wilstermann (11) |
| 2007 A          | Club Bamin Real Potosí                |
| 2007 C          | Club Deportivo San José (3)           |
| 2008 A          | Universitario de Sucre (1)            |
| 2008 C          | Club Aurora (2)                       |
| 2009 A          | Club Bolívar (22)                     |
| 2009 C          | Club Blooming (5)                     |
| 2010 A          | Club Deportivo Jorge Wilstermann (12) |
| 2010 C          | Oriente Petrolero (5)                 |
| 2011 Adecuacion | Club Bolívar (23)                     |
| 2011 A          | The Strongest (11)                    |
| 2012 C          | The Strongest (12)                    |
| 2012 A          | The Strongest (13)                    |
| 2013 C          | Club Bolívar (24)                     |
| 2013 A          | The Strongest (14)                    |
| 2014 C          | Universitario de Sucre (2)            |
| 2014 A          | Club Bolívar (25)                     |
| 2015 C          | Club Bolívar (26)                     |
| 2015 A          | Sport Boys Warnes (1)                 |
| 2016 C          | Club Deportivo Jorge Wilstermann (13) |
| 2016 A          | The Strongest (15)                    |
| 2017 T          | Club Bolívar (27)                     |
| 2017 C          | Club Bolívar (28)                     |
| 2018 A          | Club Deportivo Jorge Wilstermann (14) |
| 2018 C          | Club Deportivo San José (4)           |
| 2019 A          | Club Bolívar (29)                     |
| 2019 C          | Club Deportivo Jorge Wilstermann (15) |
| 2020 A          | Club Always Ready (3)                 |
| 2020 C          | Championnat annulé                    |
| 2021            | Club Independiente Petrolero (1)      |
| 2022 A          | Club Bolívar (30)                     |
| 2022 C          | Championnat annulé                    |
| 2023            | The Strongest (16)                    |
| 2024            | Club Bolívar (31)                     |

## Bilan
| Clubs                        | Titres | Années |
| ---------------------------- | ------ | --- |
| Club Bolívar                 | 31     | 1950, 1953, 1956, 1966, 1968, 1976, 1978, 1982, 1983, 1985, 1987, 1988, 1991, 1992, 1994, 1996, 1997, 2002, 2004 A, 2005 Ad, 2006 A, 2009 A, 2011 Ad, 2013 C, 2014 A, 2015 C, 2017 T, 2017 C, 2019 A, 2022 A, 2024 |
| The Strongest La Paz         | 16     | 1952, 1964, 1974, 1977, 1986, 1989, 1993, 2003 A, 2003 C, 2004 C, 2011 A, 2012 C, 2012 A, 2013 A, 2016 A, 2023 |
| CD Jorge Wilstermann         | 15     | 1957, 1958, 1959, 1960, 1967, 1972, 1973, 1980, 1981, 2000, 2006 C, 2010 A, 2016 C, 2018 A, 2019 C |
| Oriente Petrolero            | 5      | 1971, 1979, 1990, 2001, 2010 C |
| Club Blooming                | 5      | 1984, 1998, 1999, 2005 A, 2009 C |
| Club Deportivo San José      | 4      | 1955, 1995, 2007 C, 2018 C |
| Club Always Ready            | 3      | 1951, 1957, 2020 A |
| Club Aurora                  | 2      | 1963, 2008 C |
| Deportivo Municipal          | 2      | 2008 A, 2014 C |
| Universitario de Sucre       | 2      | 1961, 1965 |
| Real Potosí                  | 1      | 2007 A |
| Chaco Petrolero              | 1      | 1970 |
| Guabirá                      | 1      | 1975 |
| Litoral                      | 1      | 1954 |
| Club Universitario de La Paz | 1      | 1969 |
| Sport Boys                   | 1      | 2015 A |
| Club Independiente Petrolero | 1      | 2021 |

## Statistiques
Joueurs les plus capés
|    | Joueurs            | Matchs |
| -- | ------------------ | ------ |
| 1º | Nicolás Suárez     | 627    |
| 2  | Darwin Peña        | 619    |
| 3  | Herman Soliz       | 609    |
| 4  | Joselito Vaca      | 606    |
| 5  | Carlos Borja       | 582    |
| 6  | Vladimir Soria     | 581    |
| 7  | Sergio Galarza     | 567    |
| 8  | Gonzalo Galindo    | 556    |
| 9  | Miguel Ángel Hoyos | 551    |
| 10 | Daniel Vaca        | 534    |

Meilleurs buteurs
|    | Joueurs             | Matchs |
| -- | ------------------- | ------ |
| 1  | Víctor Antelo       | 350    |
| 2  | Juan Carlos Sánchez | 261    |
| 3  | José Castillo       | 229    |
| 4  | Pablo Escobar       | 224    |
| 5  | Carlos Saucedo      | 221    |
| 6  | Fernando Salinas    | 201    |
| 7  | Jesús Reynaldo      | 196    |
| 8  | William Ferreira    | 167    |
| 9  | Limberg Gutiérrez   | 167    |
| 10 | Horacio Baldessari  | 161    |